# Strijkkwartet nr. 2 (Kvandal)
Het strijkkwartet nr. 2 van Johan Kvandal beleefde zijn première op 22 september 1966. Het werk werd geschreven op verzoek van de stichting Ny Musikk, de Noorse tak van International Society for Contemporary Music (ISCM). Dat is op zich een kleine eigenaardigheid, want Kvandal hield zich bij zijn componeren redelijk ver van de stromingen binnen de klassieke muziek van de 20e eeuw. Het werk valt dan ook voornamelijk op als niet passend in de klassieke muziek van de jaren ’60. Het is melodieus en tonaal. Het zette destijds Kvandal wel op de kaart, vanaf dit werk hoefde hij nooit meer verlegen te zitten om opdrachten tot composities.
Het werk bestaat uit vier delen, de delen worden achter elkaar doorgespeeld:
1. Prologue
2. Allegretto
3. Adagio – allegro vivace
4. Epilogue – Lento lugubre

Het werk viel verder buiten de boot. Het duurde tot 1977 totdat er opnamen verschenen op het Philips-platenlabel. Deze werden later opnieuw uitgegeven door Aurora. Het betrof opnamen door het Monn Kwartet bestaand uit Anne Monn-Iversen, Sonja Wold (viool), Stephanie Riekman (alt) en Geir Tore Larsen (cello). De eerste uitvoering in 1966 was weggelegd door een strijkkwartet gehaald uit het orkest van de Noorse Opera.